# Massif des Mischabels

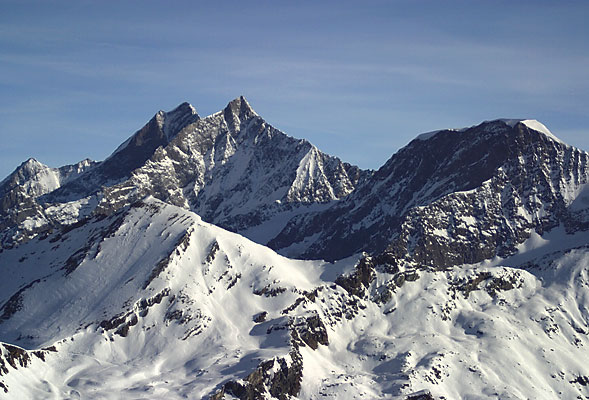
Vue du massif de Mischabel, avec de gauche à droite le Dom, le Täschhorn, et l'Alphubel.

Le massif des Mischabels est un massif montagneux des Alpes valaisannes en Suisse.
Il fait frontière entre la vallée de Zermatt et celle de Saas. Il s'étend depuis l'Allalinhorn (4 027 m), au-dessus de Saas-Fee, jusqu'au domaine skiable de Grächen. Le plus haut sommet des Mischabel est le Dom, qui culmine à 4 545 m, ce qui en fait le plus haut sommet entièrement suisse. Viennent ensuite le Täschhorn (4 491 m), le Nadelhorn (4 327 m), la Lenzspitze (4 294 m), le Stecknadelhorn (4 239 m), le Hohberghorn (4 217 m), l'Alphubel (4 206 m), le Dürrenhorn (4 034 m), l'Adlerhorn (3 986 m), le Feechopf (3 887 m) et le Hohgwächte (3 739 m).
Un parcours permet de relier Zermatt à Saas-Fee en faisant le tour des Mischabels par Grächen. De nombreux refuges sont disponibles : la Bordierhütte, la Domhütte, la Täschhütte, la Mischabelhütte, la Längluehütte, l'Europahütte et pour finir le 3e plus haut refuge des Alpes valaisannes, le Mischabeljochbiwak, qui culmine à 3 847 m.